# Marianne Mispelaëre
 (juin 2019).
Marianne Mispelaëre est une artiste contemporaine française, née en 1988 à Bourgoin-Jallieu en Isère. Elle vit et travaille à Aubervilliers (France).  
Elle a co-créé et co-dirigé la maison d'édition Pétrole Éditions et la "transrevue"[Quoi ?] Talweg de 2013 à 2018. 

## Œuvre
Répondant souvent à des protocoles, son travail s’incarne via une variété de médiums : dessin mural, action performative, image photographique, vidéo, film, typographie, texte, édition, installation, sculpture. Il est souvent amené à être activé, interprété (par elle ou par d'autres), privilégiant l'in situ et l'éphémère.
À vingt-neuf ans, elle présente sa sixième exposition personnelle au Palais de Tokyo, à Paris, intitulée On vit qu'il n'y avait plus rien à voir (2018), consistant en une installation à grande échelle présentant trois architectures ou éléments patrimoniaux détruits pour des raisons idéologiques, dans l'histoire très récente, à Berlin, à Baltimore et à Sidi Moussa,.. L'histoire de ces destructions est racontée par fragmentation, oscillant entre trois langages : l'image de ces terrains dits vagues, un récit incarné par la langue des signes française, sous-titré par intermittence (sans que l'on sache si ces sous-titres sont fidèles à la langue parlée sous nos yeux). Tous ces récits échappent. Leurs lectures sont inaccessibles dans leur entièreté : le terrain vague semble ne rien montrer, la langue des signes est incomplète puisqu'on ne voit que les mains du locuteur, le texte est discontinu, elliptique. Plutôt que de raconter l'histoire, l'artiste tente de traduire l'histoire. Elle dit : « Ce qui est présent sous nos yeux est toujours incomplet. Si j’emprunte des codes visuels qui ont plutôt trait à l’invisible, c’est que je crois à ce qu’on lit au-delà de ce qu’on voit. »
Dans son œuvre Bibliothèque des silences, présentée pour la première fois en 2018, l'artiste réunit une liste importante de langues désormais disparues puisque plus personne ne les parle. Elle les rend visibles en les inscrivant in situ au fusain, sur 360° des murs de la salle d'exposition, puis viendra les faire disparaitre pendant l'exposition lors d'une action performative. Ce geste n'est annoncé par aucun outil de communication. Les visiteurs sont conscients que l'effacement va se produire puisque ses informations (date et heure) leur sont transmis à l'oral. Au delà de la mélancolie ou de la nostalgie (non voulues par l'artiste) que peut engendrer ces listes de langues disparues, il s'agit de s'interroger sur ce que signifient ces disparitions. La Bibliothèque des silences dresse en creux une cartographie mondiale des systèmes de domination, incluant colonialisme, conquêtes, occupations et traumas. 

## Expositions personnelles
2024
Faire connaissances. centre d'art Ygrec. Aubervilliers
2022
Die Sonne Scheint Noch. espace international, CEAAC. Strasbourg
2021
Codo con codo, Mapamundistas, Pampelune (Espagne)
2019
Sounds make worlds, Art Encounters Foundation, Timsioara (Roumanie)
2018
On vit qu'il n'y avait plus rien à voir, Palais de Tokyo, Paris
2017
Echolalia, galerie Martine Aboucaya, Paris
2016
Between two fires, Schauraum, Nürtingen (Allemagne)
2015
You know what I don't tell, Gedok e.V., Stuttgart (Allemagne)
2011
Un livre éclate, avec Guillaume Barborini, galerie du Théâtre Gérard-Philipe, Frouard

## Collections
- 2023 : FRAC Occitanie Montpellier, acquisition de la Bibliothèque des silences.
- 2022 : (actualisation) FRAC Alsace, acquisition de Silent Slogan.
- 2022 : FRAC Lorraine, acquisition de Palimpseste (tentative d’évasion).
- 2021 : Musée d’Art Moderne et Contemporain de Strasbourg, acquisition de Capture de courage.
- 2021 : Centre de la gravure et de l’image imprimée (BE), acquisition de Le superflu doit attendre : Le pouvoir des mots : discours de haine et politique du performatif, de Judith Butler.
- 2020 : FRAC Nouvelle-Acquitaine MÉCA, acquisition de Autodafé (Quelque chose commence à craquer sous nos yeux).
- 2020 : CNAP, acquisition de Mesurer les actes.
- 2019 : FRAC Normandie-Rouen, acquisition de Le superflu doit attendre : La fiction réparatrice, d'Émilie Notéris.
- 2018 : FRAC Alsace à Sélestat, acquisition de Silent Slogan.
- 2016 : FRAC Lorraine à Metz, acquisition de Rencontre Séparation et de No man’s Land.

D'autres œuvres sont également dans les collections publiques des artothèques de Strasbourg et de Héricourt, ainsi que dans des collections privées.